# Parabole du serviteur impitoyable
Pour les articles homonymes, voir La Dette.

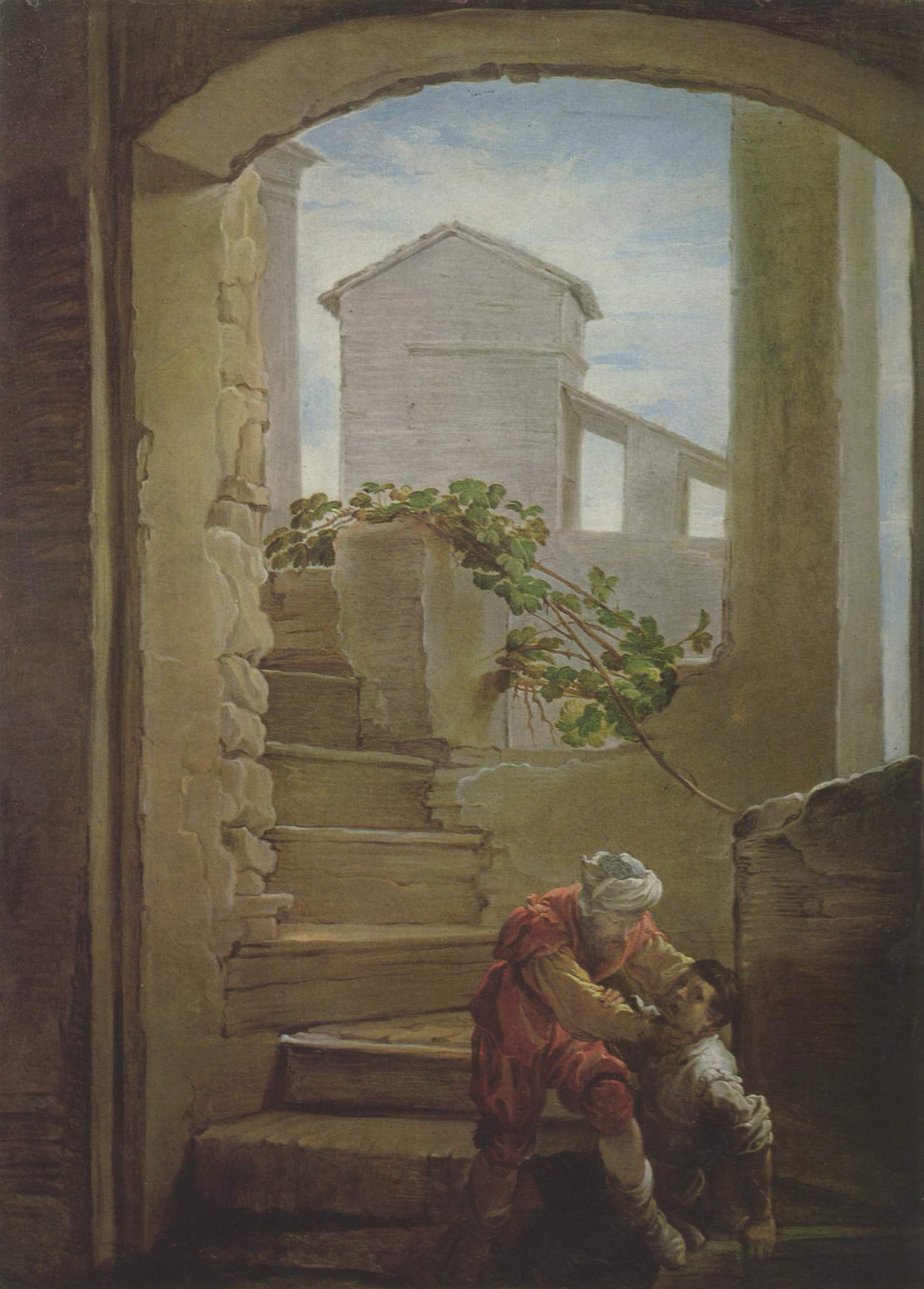
Cette peinture de Domenico Fetti (c. 1620) montre le servant impitoyable agressant un de ses compagnons qui lui devait de l'argent.

La parabole du serviteur impitoyable est une parabole de l'Évangile selon Matthieu et donnée par Jésus-Christ. Elle est le symbole du pardon voulu par le Christ, et qui a donné sa vie pour le salut des humains.

## Texte
Évangile selon Matthieu, chapitre 18, versets 23 à 35 :
« C'est pourquoi, le royaume des cieux est semblable à un roi qui voulut faire rendre compte à ses serviteurs. Quand il se mit à compter, on lui en amena un qui devait dix mille talents. Comme il n'avait pas de quoi payer, son maître ordonna qu'il fût vendu, lui, sa femme, ses enfants, et tout ce qu'il avait, et que la dette fût acquittée. Le serviteur, se jetant à terre, se prosterna devant lui, et dit : Seigneur, aie patience envers moi, et je te paierai tout. Ému de compassion, le maître de ce serviteur le laissa aller, et lui remit la dette. Après qu'il fut sorti, ce serviteur rencontra un de ses compagnons qui lui devait cent deniers. Il le saisit et l'étranglait, en disant : Paie ce que tu me dois. Son compagnon, se jetant à terre, le suppliait, disant : Aie patience envers moi, et je te paierai. Mais l'autre ne voulut pas, et il alla le jeter en prison, jusqu'à ce qu'il eût payé ce qu'il devait. Ses compagnons, ayant vu ce qui était arrivé, furent profondément attristés, et ils allèrent raconter à leur maître tout ce qui s'était passé. Alors le maître fit appeler ce serviteur, et lui dit : Méchant serviteur, je t'avais remis en entier ta dette, parce que tu m'en avais supplié ; ne devais-tu pas aussi avoir pitié de ton compagnon, comme j'ai eu pitié de toi ? Et son maître, irrité, le livra aux bourreaux, jusqu'à ce qu'il eût payé tout ce qu'il devait. C'est ainsi que mon Père céleste vous traitera, si chacun de vous ne pardonne à son frère de tout son cœur. »

## Interprétation

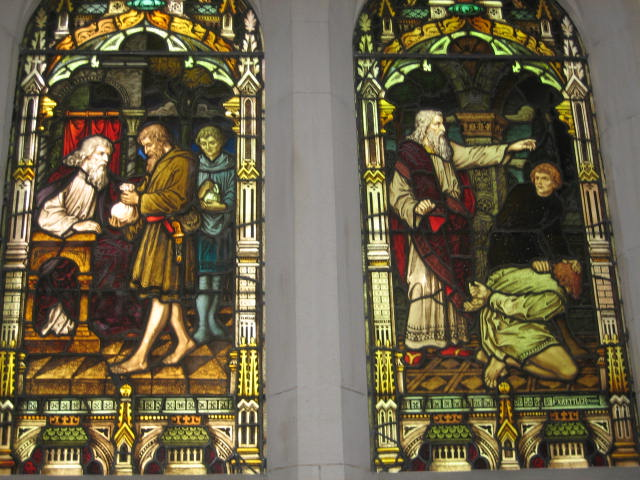
Vitrail de l'église des Écossais de Melbourne qui montre la parabole de la dette avec au début le pardon, puis la punition.

Cette parabole s'attache à mettre en valeur l'importance du pardon, de la clémence. Saint Augustin, dans son Sermon 83, stipule qu'il faut l'obéissance à Dieu pour demander son pardon . Il cite également le Notre Père afin de bien montrer l'importance de pardonner et de se faire pardonner par Dieu: « Pardonne-nous nos offenses comme nous pardonnons aussi à ceux qui nous ont offensés ».
Jean Chrysostome a ce commentaire sur le dernier verset, la dernière phrase de cette parabole : « Il ne dit pas : C’est ainsi que vous traitera « votre » Père, mais « mon » Père, parce que des âmes si dures et si peu charitables sont indignes d’être appelées les enfants de Dieu. On voit par cette parabole que Jésus-Christ nous commande deux choses : l’une, que nous nous accusions nous-mêmes de nos péchés, et l’autre, que nous pardonnions sincèrement ceux de nos frères. Que si nous sommes fidèles au premier de ces commandements, nous nous acquitterons aisément du second. Car celui qui rappelle dans sa mémoire les dérèglements de sa vie, pardonnera aisément à ses frères, non seulement de bouche, mais « du fond du cœur».  